# Struther Arnott
Pour les articles homonymes, voir Arnott.
Struther Arnott, né le 25 septembre 1934 à Larkhall (Écosse) et mort le 22 avril 2013 à Doncaster, est un biologiste moléculaire, chimiste et oncologue écossais, vice-chancelier de l'université de St Andrews.
Il fut décoré de l'Ordre de l'Empire britannique et membre de la Royal Society, de la Royal Society of Edinburgh et de la Royal Society of Chemistry.